# Dia da Liberação da Coreia
O Dia de libertação da Coreia 광복절 (Gwangbokjeol) comemora a libertação da Coreia do domínio colonial japonês, após a vitória dos Aliados sobre o Japão, que levou ao fim da II Guerra Mundial. Como tal todos os anos no dia 15 de agosto é feriado na Coreia do Sul e Coreia do Norte.

## História
O dia marca o aniversário anual do anúncio de que o Japão se renderia incondicionalmente em 15 de agosto de 1945. Todas as forças do Exército Imperial Japonês receberam ordens de se render aos Aliados com as últimas tropas de ocupação japonesas deixando o sul da Coreia no final de setembro de 1945. Os EUA e a URSS concordaram com uma tutela de 3 anos durante a qual supervisionariam o estabelecimento de dois governos nacionais diferentes para a Coreia.
A Coreia ficou pela primeira vez na história sob o controle de uma potência estrangeira em 1910, seguida por um período de ocupação de 35 anos, que supervisionou a tentativa de erradicar a cultura e a língua coreanas. No dia 1º de setembro, um governo provisório foi estabelecido pelo Comitê para a Preparação do Governo Nacional (조선건국준비위원회). As negociações de 15 de agosto entre Yeo Un-hyeong e Endou Ryuusaku, o representante do governador-geral, concordaram com a libertação de todos os prisioneiros e a transferência do controle administrativo e judicial para as autoridades coreanas, por sua vez, para garantir a passagem segura dos cidadãos japoneses.
As tropas americanas desembarcaram em meados de setembro e ocuparam a parte sul do país, declarando o governo provisório inválido.
O dia 15 de agosto é comemorado por muitos países como o Dia da Vitória sobre o Japão, o dia em que o imperador do Japão anunciou a rendição do país. Os Estados Unidos, no entanto, comemoram este dia em setembro, quando os japoneses assinaram formalmente uma declaração de rendição.
O Dia da Libertação é o único feriado político comemorado na Coreia do Norte e na Coreia do Sul.
Nas cerimónias oficiais é sempre cantada a “canção Gwangbokjeol”.